# Pierre Louis Maupertuis
Pierre Louis Moreau de Maupertuis (ur. 28 września 1698 w Saint-Jouan-des-Guérets, zm. 27 lipca 1759 w Bazylei) – francuski uczony: matematyk, fizyk, astronom, geodeta i filozof.
W 1723 został członkiem Akademii Nauk. W latach 1736–37 kierował wyprawą do Laponii, której celem był pomiar długości południka i określenie wielkości spłaszczenia "kuli" ziemskiej na biegunach. Jego asystentem w tej wyprawie był szwedzki fizyk i astronom Anders Celsius.
Jego prace z matematyki dotyczyły analizy matematycznej i geometrii. Najbardziej znana jest sformułowana przez niego w fizyce „zasada najmniejszego działania”.

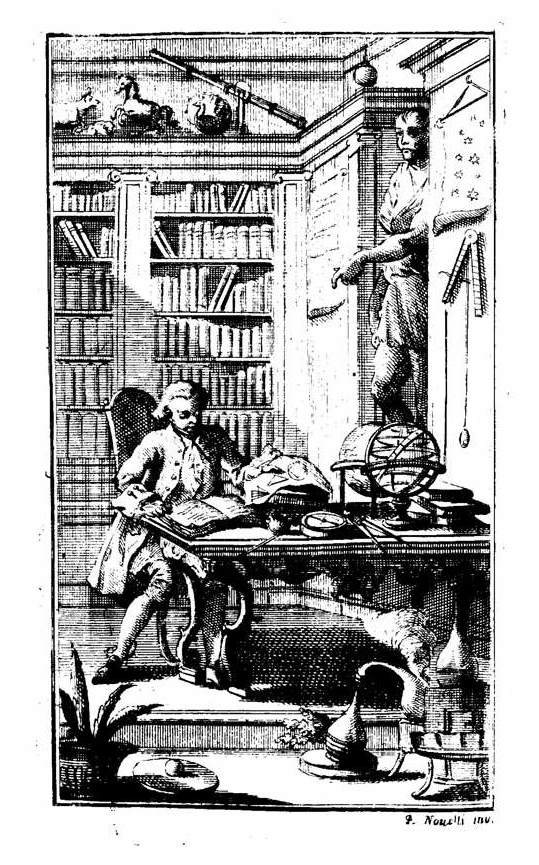
Lettres

## Publikacje
Jego najważniejsze prace to:
- 1738: Sur la figure de la terre (Paryż)
- 1741: Discours sur la parallaxe de la lune (Paryż)
- 1742: Discours sur la figure des astres (Paryż)
- 1742: Eléments de la géographie (Paryż)
- 1742: Lettre sur la comète de 1742 (Paryż)
- 1745–1746: Astronomie nautique (Paryż)
- 1745: Vénus physique (Paryż)
- 1750: Essai de cosmologie (Amsterdam)